# Gerardo De Caro
Gerardo De Caro (Molfetta, 29 ottobre 1909 – 26 luglio 1993) è stato un politico italiano.

## Biografia
Con la Democrazia Cristiana fu eletto  deputato all'Assemblea Costituente e nella I legislatura della Camera. Protagonista di una vivace campagna di stampa contro le scelte compiute dalla DC relativamente alla riforma agraria, il 18 settembre 1951 fu espulso dal partito e aderì al gruppo misto sino al termine della legislatura, nel 1953. In seguito non venne ricandidato.
Ha svolto attività di insegnante di Storia e Filosofia presso il Liceo Classico Vincenzo Lanza di Foggia.
Muore all'età di 83 anni nel luglio 1993.